# IC 825
IC 825 ist eine spiralförmige Zwerggalaxie vom Hubble-Typ S im Sternbild Jungfrau auf der Ekliptik. Sie ist schätzungsweise 64 Millionen Lichtjahre von der Milchstraße entfernt und hat einen Durchmesser von etwa 10.000 Lichtjahren.
Im selben Himmelsareal befinden sich u. a. die Galaxien NGC 4697, NGC 4705, NGC 4718, IC 3807.
Das Objekt wurde am 6. Mai 1888 vom US-amerikanischen Astronomen Lewis Swift entdeckt.